# Epocha
Epocha (tłum. epoka) – rosyjski miesięcznik literacko-społeczny, stworzony przez Michaiła Dostojewskiego i Fiodora Dostojewskiego, publikowany w latach 1864–1865.
Periodyk miał być w zamierzeniu kontynuacją zlikwidowanego w 1863 roku miesięcznika "Wriemia", wydawanego przez braci Dostojewskich. Program pisma, zawarty w reklamującym je anonsie, charakteryzował się niechęcią wobec cywilizacji zachodniej i socjalizmu, poparciem dla organicznikostwa i konserwatyzmem. W miesięczniku publikowane były utwory literackie (m.in. Notatki z podziemia Dostojewskiego), materiały o teatrze i o pracy organicznej. Z periodykiem współpracowali m.in. Marta Braun, Anna Korwin-Krukowska i Apołłon Grigorjew.
Pismo od początku borykało się z trudnościami finansowymi. Ostatecznie jego bankructwo przyspieszyła śmierć Michaiła Dostojewskiego (10 lipca 1864), który zajmował się sprawami handlowymi i finansowymi czasopisma. Ostatni, trzynasty numer miesięcznika ukazał się w druku 22 marca 1865 roku.